# Деметре II (цар Абхазії)
Деметре II (груз. დემეტრე; д/н — 864) — 3-й цар Абхазії у 855—864 роках.

## Життєпис
Походив з династії Леонідів (Анчабадзе). Другий син Леона II, царя Абхазії. Можливо між 811 і 828 роками мав протистояння зі старшим братом Теодозіо. 828 року після сходження того на трон одноосібним володарем відомості про Деметре обмежені. Припускають, що той був еріставі в якійсь області. У 830-х роках брав участь у війнах з Візантією, а у 840-х роках — проти Тбіліського емірату.
855 року після смерті брата отримав владу. Успадкував війну проти Баграта I, ерісмтавара Іберії, з яким боровся за область Шида-Іберія, але без успіху. Водночас значну увагу придіялів досягненню незалежності місцевої церкви (її називають Абхазькою або Східногрузинською) від Константинопольського патріархату.
Помер Деметре II 864 року. Йому спадкував молодший брат Георгій I.

## Родина
- Тінен (д/н—871)
- Баграт (д/н—894), 7-й цар Абхазії